# Wanda Śmielak-Korombel
Wanda Śmielak-Korombel (ur. 7 lipca 1932; zm. 23 czerwca 2020 w Krakowie) – polska kardiolog, dr hab.

## Życiorys
W 1955 ukończyła studia w Akademii Medycznej w Krakowie.  W 1966 obroniła pracę doktorską, następnie w 1983 uzyskała stopień doktora habilitowanego. Od 1956 pracowała w Oddziale Kardiologii Szpitala Narutowicza w Krakowie, najpierw jako asystent, od 1961 jako zastępca ordynatora, a od 1990 jako ordynator. Odznaczona została Złotym Krzyżem Zasługi, Medalem 40-lecia Polski Ludowej.
Zmarła 23 czerwca 2020. Pochowana na cmentarzu Salwatorskim w Krakowie (sektor R-1-35).